# روك أوف أيجز (لعبة فيديو)
روك أوف أيجز (بالإنجليزية: Rock of Ages)‏ هي لعبة فيديو سباقات بنمط الدفاع عن البرج تم إنتاجها في سنة 2011 وقد تم تطوير اللعبة عن طريق شركة أي سي إي تيم وتم نشرها عن طريق شركة أتلس لأجهزة مايكروسوفت ويندوز وبلاي ستيشن 3 وإكس بوكس 360. اللعبة تظهر تدحرج كرة حجر ضخم يقوم بتحطيم الأبراج والقلاع ويتجول في عصور اليونان القديم والعصور الوسطى والنهضة والروكوكو.

## الصور
- فن إغريقي
- فن العصور الوسطى
- روكوكو
- فن رومانسي